# Trasmissometro

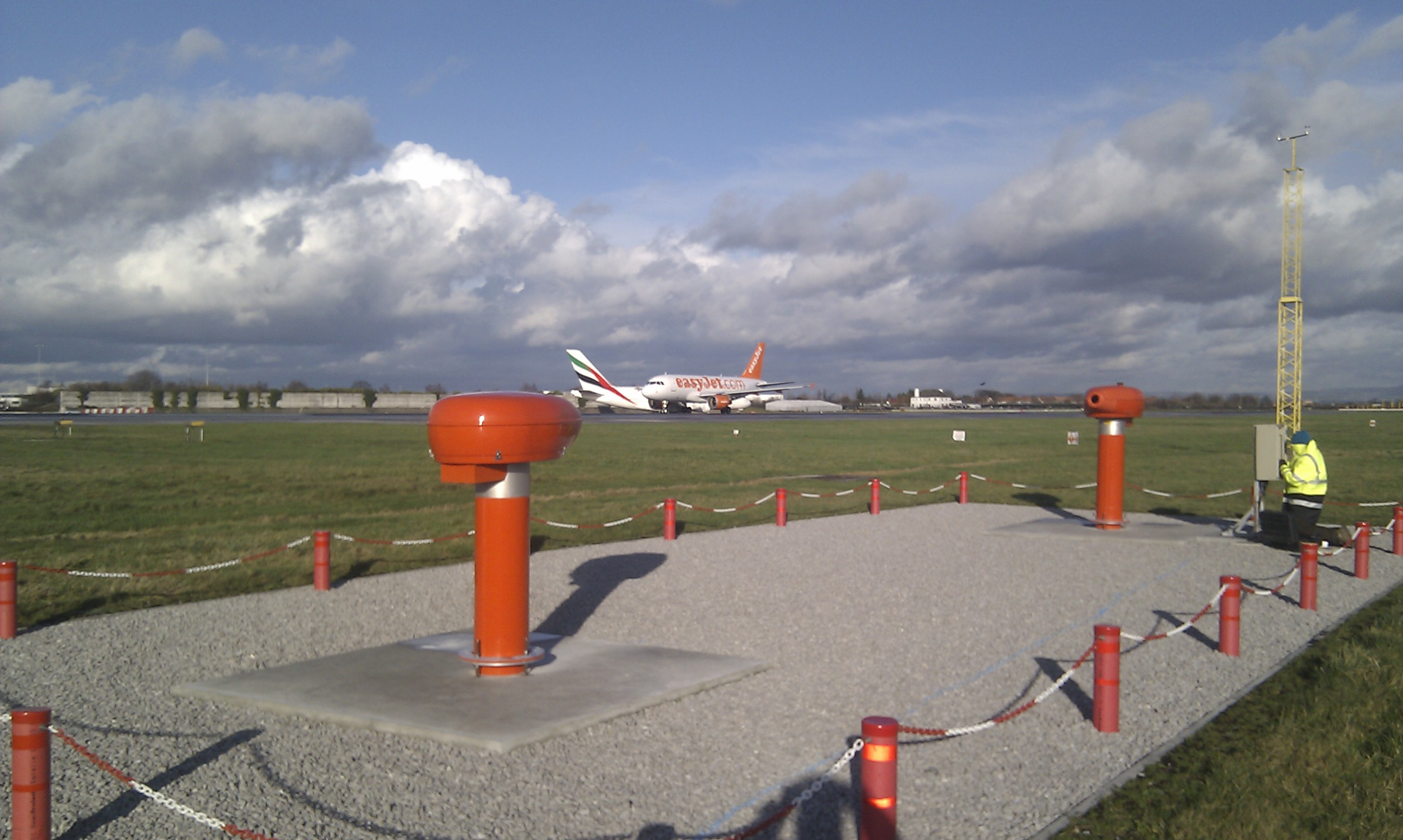
Un sistema di misurazione della Runway visual range costituito da un trasmissometro e apparato di ricezione

Il trasmissometro è lo strumento di misura vettoriale della trasmittanza, cioè la capacità della luce di propagarsi attraverso un mezzo come l'aria o l'acqua. È utilizzato comunemente nell'ambito della meteorologia per misurare la visibilità, e in questo campo è anche noto come visibilimetro.

## Funzionamento
Il trasmissometro consiste in genere di due componenti: un trasmettitore di impulsi luminosi (spesso un laser allo xeno) e un ricevitore posto ad una certa distanza. Tramite la misura dell'intensità luminosa che arriva all'apparato ricevente, il sistema può effettuare una stima del coefficiente di assorbimento del mezzo nel quale la luce viene trasmessa; nel caso dell'aria misura dunque della visibilità atmosferica.

## Utilizzo
È presente nelle stazioni meteorologiche più avanzate. Trova applicazione soprattutto nel campo dell'aeronautica, dove risulta uno strumento fondamentale per la sicurezza negli aeroporti per misurare la visibilità sulla pista di atterraggio. Il valore della visibilità viene misurato automaticamente e pubblicato tramite i messaggi METAR.
Viene anche utilizzato in oceanografia per misurare le proprietà dell'acqua come la torbidità.